# مرادآباد بشت ريغ (مقاطعة فهرج)
مرادآباد بشت ريغ (بالفارسية: مرادآباد پشت ریگ) هي قرية تقع في ناحية نغين كوير في إيران. يقدر عدد سكانها بـ 183 نسمة بحسب إحصاء 2016.